# Quint Sosi Prisc Seneció
Quint Sosi Prisc Seneció (en llatí Quintus Sosius Prisucs Senecio) va ser un magistrat romà del segle ii. Probablement era fill de Quint Noni Prisc, cònsol l'any 149.
Va ser triumvir monetalis l'any 162 i elegit cònsol l'any 169 junt amb Publi Celi Apol·linar. El trobem mencionat als Fasti.